# Ussel (Cantal)
Ussel – miejscowość i gmina we Francji, w regionie Owernia-Rodan-Alpy, w departamencie Cantal.
Według danych na rok 1990 gminę zamieszkiwało 400 osób, a gęstość zaludnienia wynosiła 39 osób/km² (wśród 1310 gmin Owernii Ussel plasuje się na 469. miejscu pod względem liczby ludności, natomiast pod względem powierzchni na miejscu 800.).